# 664
Cette page concerne l'année 664  du calendrier julien. Pour l'année 664 av. J.-C., voir 664 av. J.-C.
L'année 664 est une année bissextile qui commence un lundi.

## Événements
- Razzias musulmanes en Afrique. L’armée Byzantine est défaite à Hadrumète et la forteresse de Djeloula est enlevée. Les Arabes se retirent[1].
- Occupation de la région de Kaboul par les Arabes[2].

### Europe
- Le roi Oswiu de Northumbrie convoque le synode de Whitby, présidé par l’abbé de Ripon (puis archevêque d’York) Wilfrid. Il oppose les Anglo-Saxons et les moines Scots d’Irlande sur la question de la date de la célébration de Pâques. À la suite de ce synode, les Anglo-Saxons adoptent les coutumes romaines au détriment des scots. Plutôt que de se soumettre, les clercs irlandais émigrent[3].
- La régente Bathilde se retire dans l'abbaye de Chelles après l'assassinat de son conseiller l'évêque de Paris Sigebrand. Ébroïn, maire du palais de Neustrie, est accusé de despotisme par les Grands. Il tente seulement de maintenir l’administration royale héritée des Romains contre le pouvoir de l’aristocratie[4].
- Peste dans le Sud de l'Angleterre, puis en Northumbrie, au pays de Galles et en Irlande[3].
- Concile de Whitby.
- Une éclipse solaire totale a eu lieu le 1er mai (mais le 3 mai, soit le 5e jour avant les Nones de mai, en fin de journée, "à la 5e heure" – comptée depuis midi –, dans le nord de l'Irlande et en Écosse, selon la Chronique anglo-saxonne et selon le "Temporum ratione" (725) de Bède le Vénérable ; les deux jours de décalage s'expliquent par le fait que la nouvelle lune "liturgique" était en retard de deux jours par rapport à la nouvelle lune astronomique, selon le comput pascal, ou calcul de la date de Pâques, établi par Denys le Petit dans ses divers textes sur le comput, réunis sous le titre de Liber de Paschate. C'est lui qui a établi le cycle de 532 ans pour le retour des dates de la fête de Pâques dans le calendrier julien, basé sur le cycle de Méton des lunaisons de 19 ans, soit un cycle de 235 lunaisons de 29,53 jours, à 2 heures près ; mais, déjà après 312,5 années il y a un écart d'un jour entier entre les deux lunes, d'où les 2 jours de décalage cumulés en 664)[5],[6].

## Décès en 664
- 6 janvier : 'Amr ibn al-'As, compagnon de Mahomet.
- 14 juillet : Eorcenberht, roi du Kent depuis 640[7].
- 26 octobre : Cedd, moine anglo-saxon.

- Xuanzang, pèlerin chinois qui partit en Inde de 629 à 645 à la recherche de manuscrits sacrés bouddhiques[8].